# Villa Noailles
Villa Noailles è una residenza storica, commissionata dai visconti Charles e Marie-Laure de Noailles all'architetto Robert Mallet-Stevens. La villa si trova sulle colline della baia di Hyères, affacciata sulla Costa azzurra a circa 4 km dal mare nel dipartimento del Varo, nel sud-est della Francia. La villa, commissionata negli anni venti del '900, è uno dei primi edifici francesi in stile moderno e razionalista.

## Storia
Robert Mallet-Stevens, architetto e designer francese, iniziò la propria carriera come disegnatore di mobili e di scenografie per il cinema. Inizialmente voluta come residenza di piccole dimensioni dai visconti di Noailles, il nucleo iniziale della villa venne via via ampliato presentandosi, a costruzione ultimata, come un labirintico complesso edilizio, formato da numerose stanze in successione e su piani di diverse altezze secondo la topografia del pendio.
L'edificio, che nel 1925 contava 500 m2 venne via via ampliato fino a raggiungere i 2.000 m2 nel 1933 per un totale di 60 camere, una piscina privata, una palestra e una sala per lo squash. Circondano la villa un grande giardino mediterraneo e il particolare giardino cubista di Gabriel Guevrekian.
I visconti di Noailes, ricchi aristocratici e importantissimi mecenati del loro tempo, amanti della cultura moderna e dell'avanguardia artistica dell'epoca, vi ospitarono artisti di grande rilievo quali Alberto Giacometti, Jean Cocteau, Jacques Lipchitz, Pablo Picasso. Luis Buñuel vi trovò l'ispirazione per scrivere la sceneggiatura di L'age d'or mentre Man Ray vi ambientò il suo film surrealista Les mystères du Château de Dé.
In seguito alla separazione dal marito Charles, negli anni appena successivi alla seconda guerra mondiale, la villa divenne la residenza estiva di Marie-Laure, che vi continuò a invitare amici e artisti organizzando feste che fecero epoca, documentate sulla rivista Vogue.
Alla morte della viscontessa, nel 1970, Villa Noailles fu ceduta alla municipalità di Hyères e cadde in un lungo periodo di abbandono. Grazie all'Association Villa Noailles nel 1996 iniziarono importanti lavori di recupero e ristrutturazione per il rilancio del luogo.
Karl Lagerfeld ha dedicato alla villa una serie di fotografie, ispirato dalla sua architettura d'avanguardia.
Ispirandosi al mecenatismo dei visconti, la Villa Noailles è oggi tornata ai fasti iniziali come luogo d'incontro per artisti e creativi. Sotto la direzione di Jean-Pierre Blanc vi si tengono annualmente il "Festival international de la mode et de la photographie", la "Design Parade" e varie esposizioni di architettura, mostre fotografiche, laboratori per bambini.